# GOOG-411
GOOG-411 또는 Google Voice Local Search는 구글이 2007년에 시작한 전화 서비스이다. 음성 인식 기반 비즈니스 디렉터리 검색을 제공했으며 미국이나 캐나다의 번호로 통화할 수 있게 했다. 이 서비스는 무료 전화번호를 통해 접근이 가능했다. 통신회사가 제공했던(유료 서비스인 경우도 있음) 4-1-1의 대안이었기에 구글 411(Google 411)으로 통칭되기도 했다. 이 서비스는 2010년 11월 12일 중단되었다.